# Leif Keiski
Leif Kristian Keiski, född 23 oktober 1971 är en svensk före detta boxare. Keiski inledde sin karriär som amatör i Luleå, på BK RAPP och fortsatte i Sundsvalls Boxningsklubb. Inledde sin proffskarriär 3 december 1993 med seger på teknisk knock-out i första ronden mot Mark Sanford i en gala i Orlando i Florida, USA. Totalt gick Keiski 30 matcher och vann 28 varav 19 på knock-out. Keiskis sista match var mot tyske Markus Beyer i en titelmatch i supermellanvikt arrangerad av boxningsorganisationen WBC 29 januari 2001. Beyer vann på knock-out i sjunde ronden.